# コジモ・ロッセッリ

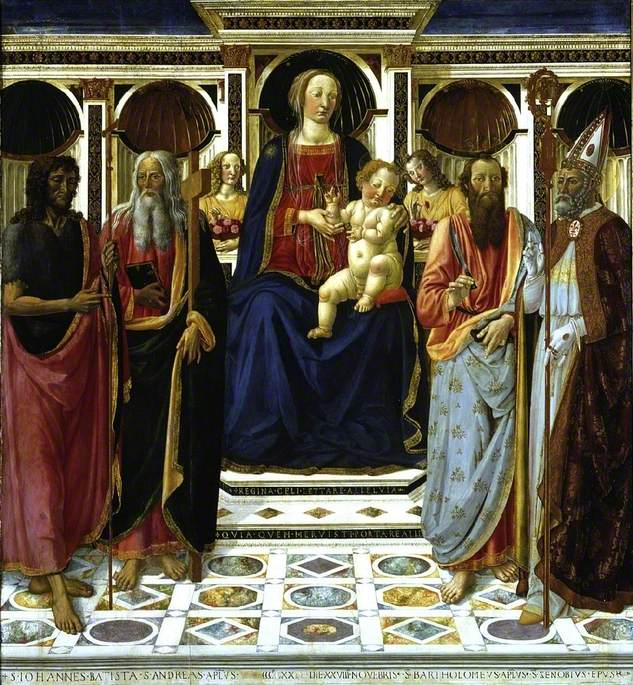
ロッセッリ作「聖母子と聖人」

コジモ・ロッセッリ（Cosimo Rosselli、1439年生まれ、1506年以降に死去）はイタリアの画家である。サンドロ・ボッティチェッリ、ギルランダイオらとバチカンのシスティーナ礼拝堂の壁画を描いたことなどで知られる。

## 略歴
トスカーナのフィレンツェで生まれた。画家の一族の出身で、弟のフランチェスコ・ロッセッリ（Francesco Rosselli: 1445年生まれ)は版画家、地図出版の仕事で知られている。いとこのベルナルド・ディ・ステファノ・ロッセッリ（Bernardo di Stefano Rosselli: 1450-1526）も画家になり、コジモ・ロッセッリとともに働いた。
14歳でフィレンチェの画家ネーリ・ディ・ビッチ(Neri di Bicci)の工房に入った。ジョルジョ・ヴァザーリの『画家・彫刻家・建築家列伝』によれば、1459年にはフィレンチェのサンタトリニータ教会の装飾画を描いたとされる。その後もフィレンツェやトスカーナのルッカなどの教会の装飾画を描いた。
1480年に、ロッセッリは、サンドロ・ボッティチェッリ、ギルランダイオ、ペルジーノといったフィレンツェの画家たちとともに、ローマ教皇シクストゥス4世に招かれ、バチカンのシスティーナ礼拝堂の壁画装飾の仕事に加わった。その頃、ロッセッリの弟子であったピエロ・ディ・コジモ(c.1462-1521)も同行した。ロッセッリが描いたとされているのは、『シナイ山から下山したモーセ』、『最後の晩餐』などがある。かつてロッセッリとギルランダイオの作品とされた『紅海横断』はその後、ビアージョ・ダントーニオの作品とされた。
1482年にフィレンツェに戻り、その後もフィレンツェの教会のために働いた。
弟子にはピエロ・ディ・コジモの他にフラ・バルトロメオやマリオット・アルベルティネッリ、アーニョロ・ディ・ドメニコ・デル・マッツィエーレ(Agnolo di Domenico del Mazziere)らがいる。
ジョルジョ・ヴァザーリは没年を、1484年と伝えたたが、1506年11月25日に活動の記録がありヴァザーリの記述は間違いだとされている。

## 作品

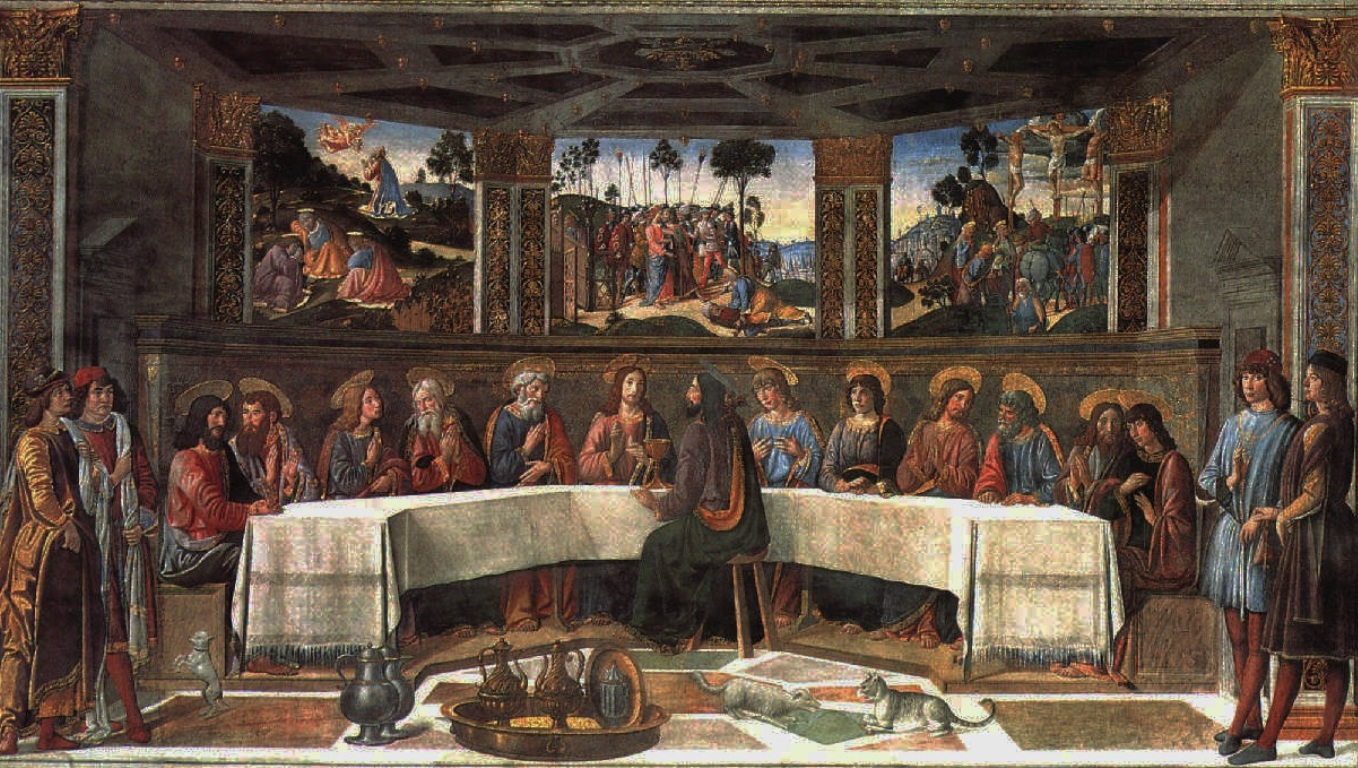
「最後の晩餐」、システィーナ礼拝堂壁画
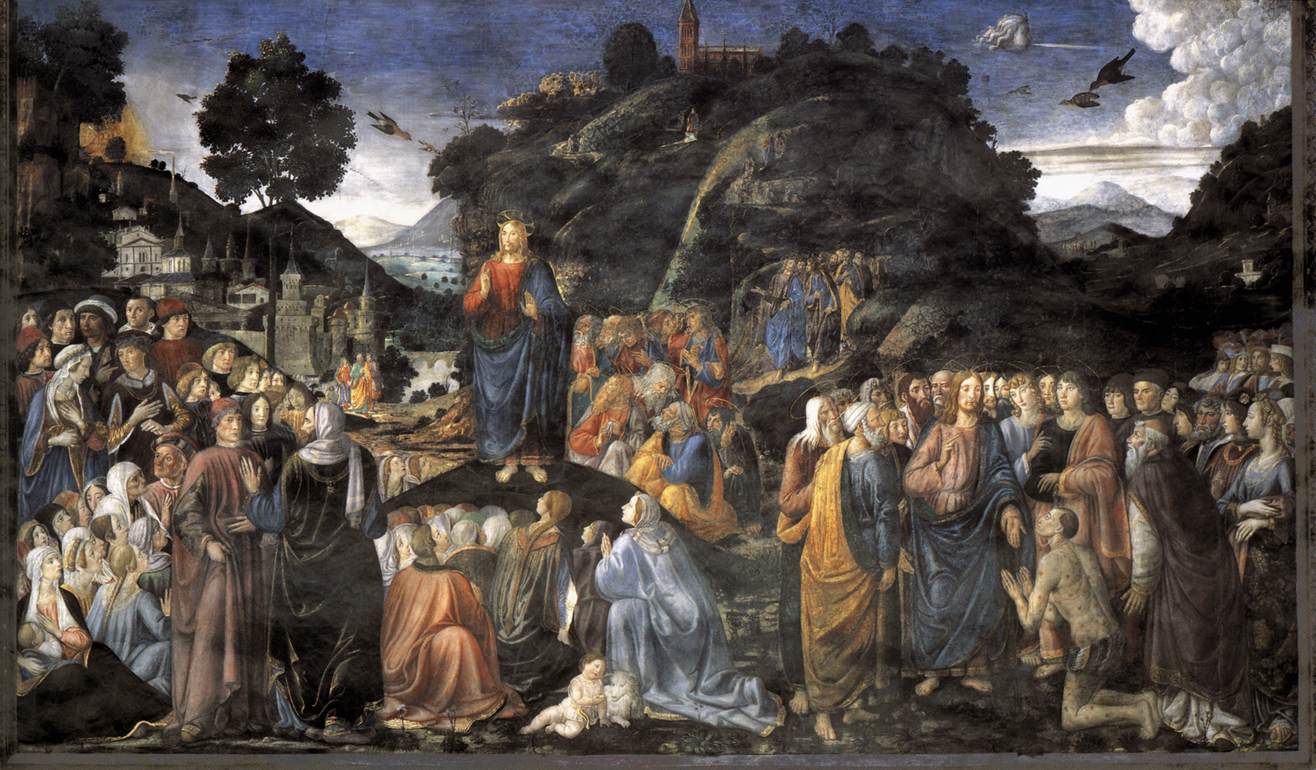
「山上の説教」、システィーナ礼拝堂壁画

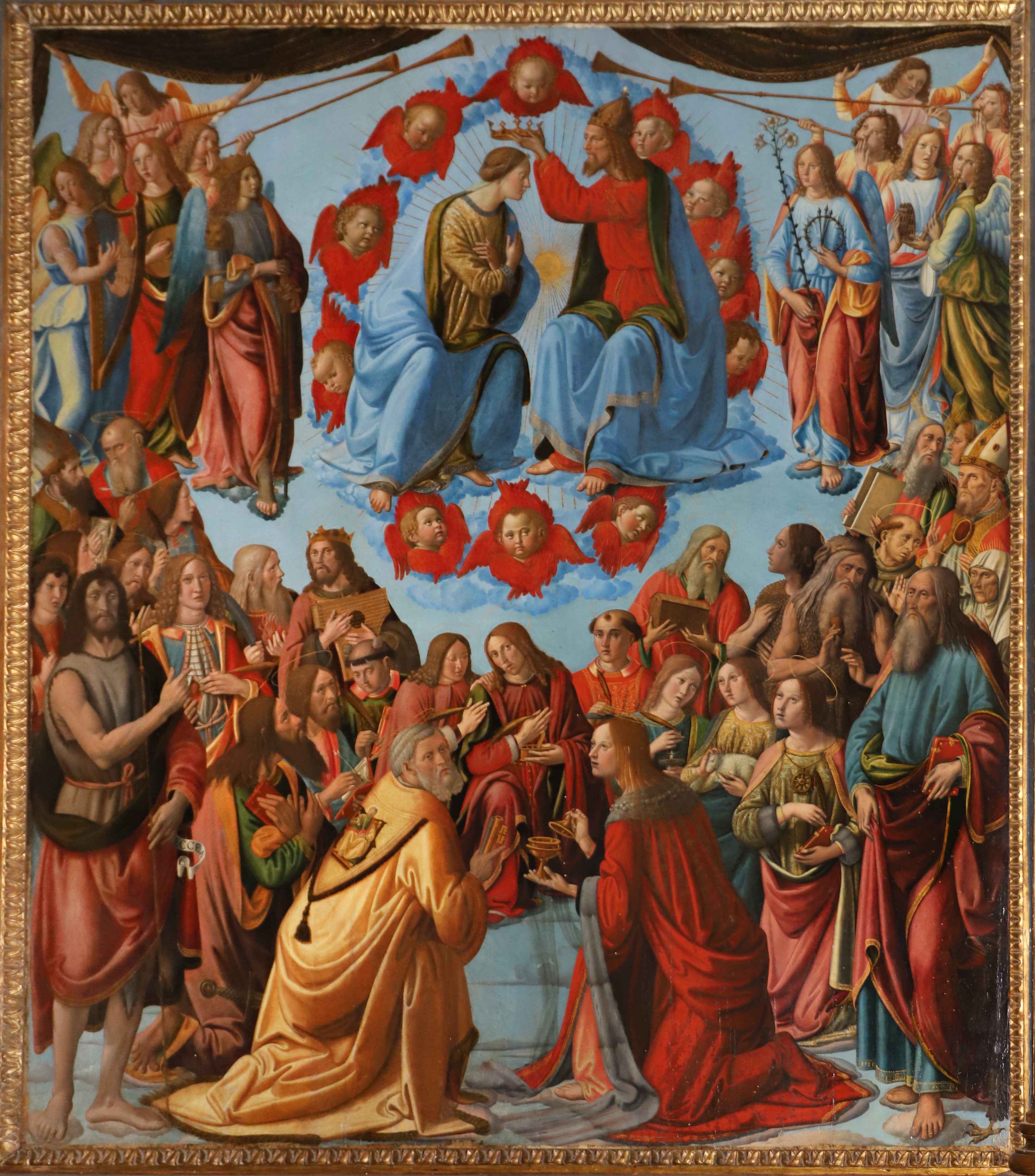
『聖母戴冠』、フィレンチェ、マリア・マッダレーナ・デイ・パッツィ教会
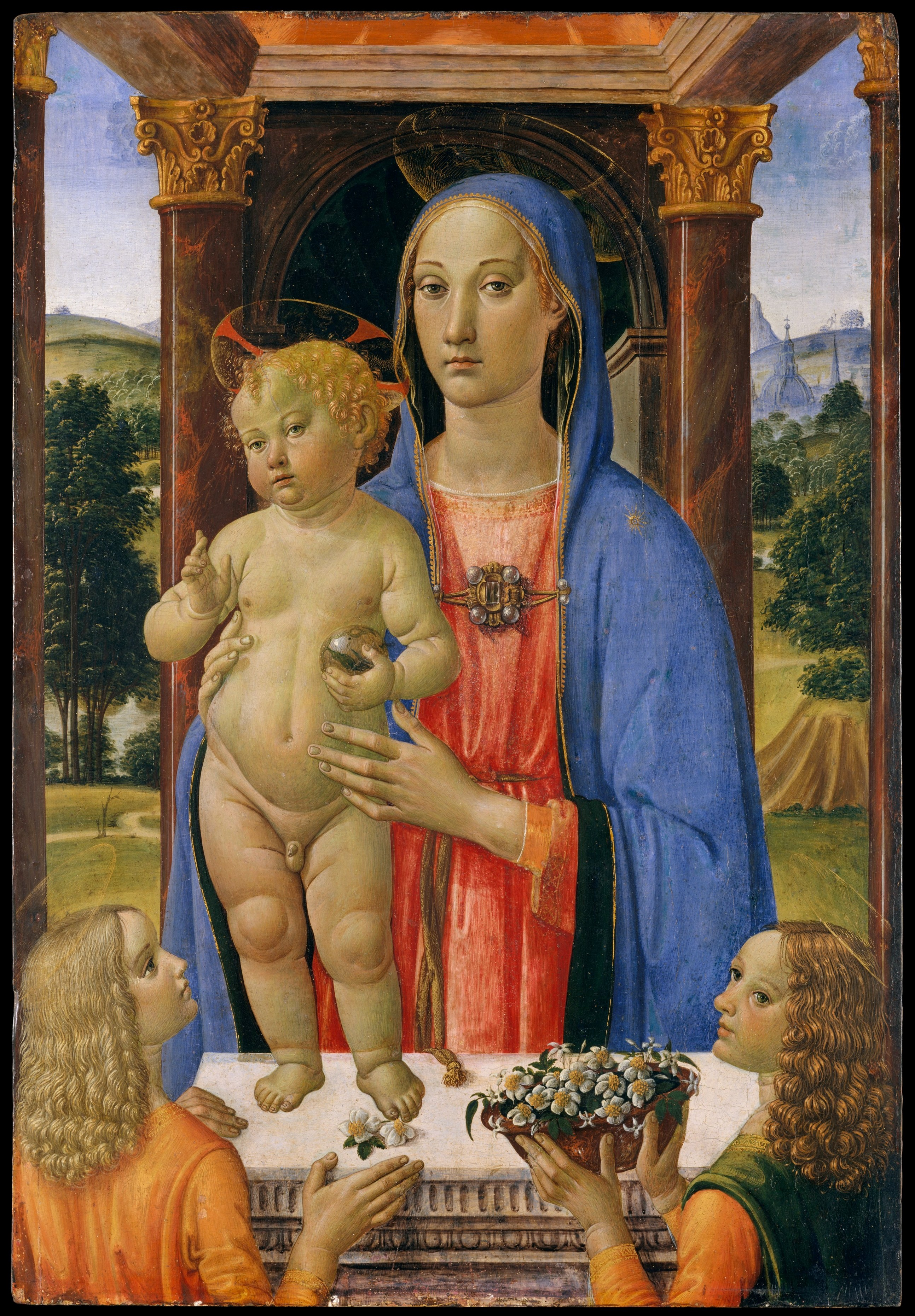
聖母子
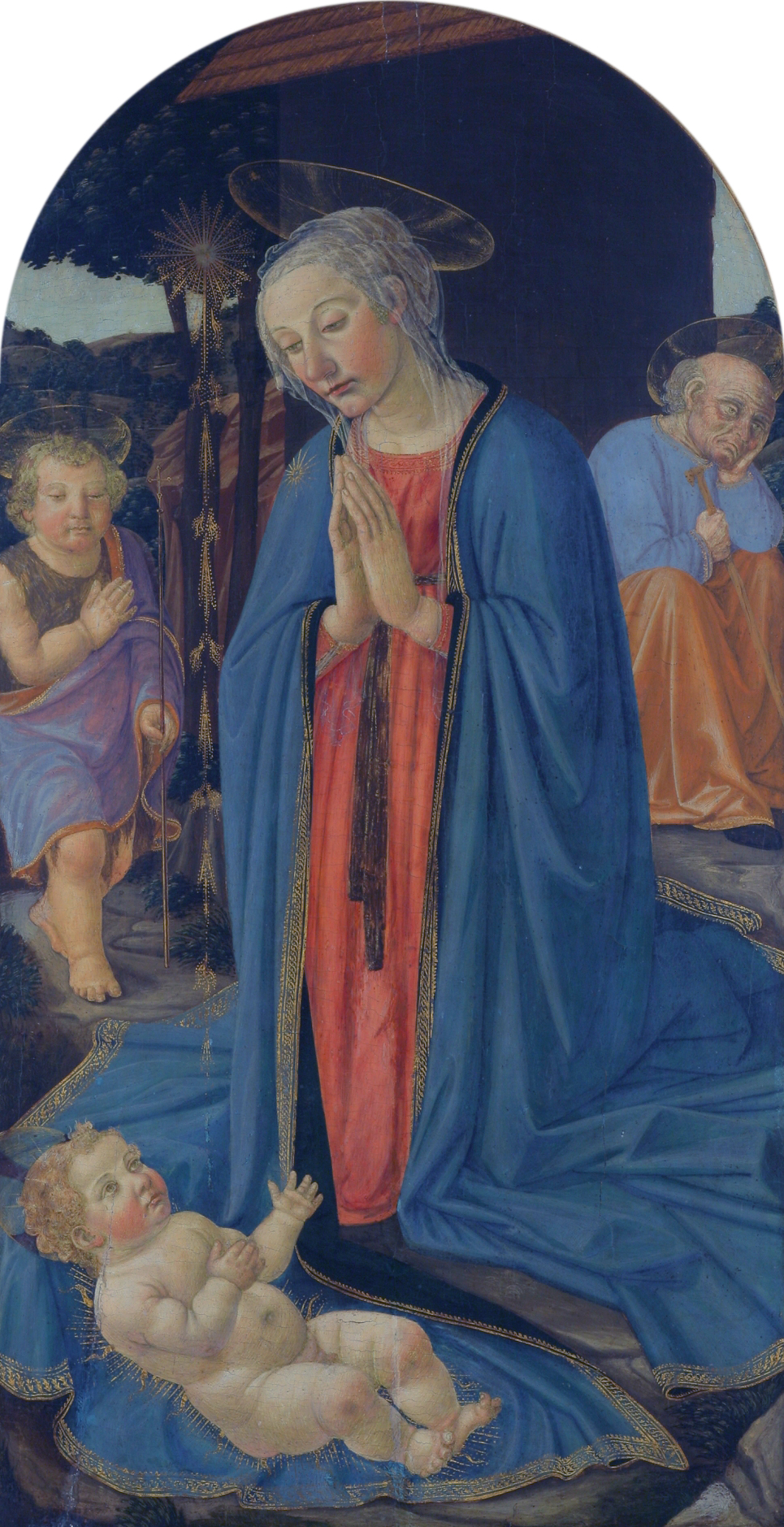
幼児キリストを礼拝する聖母、ヴロツワフ国立美術館蔵
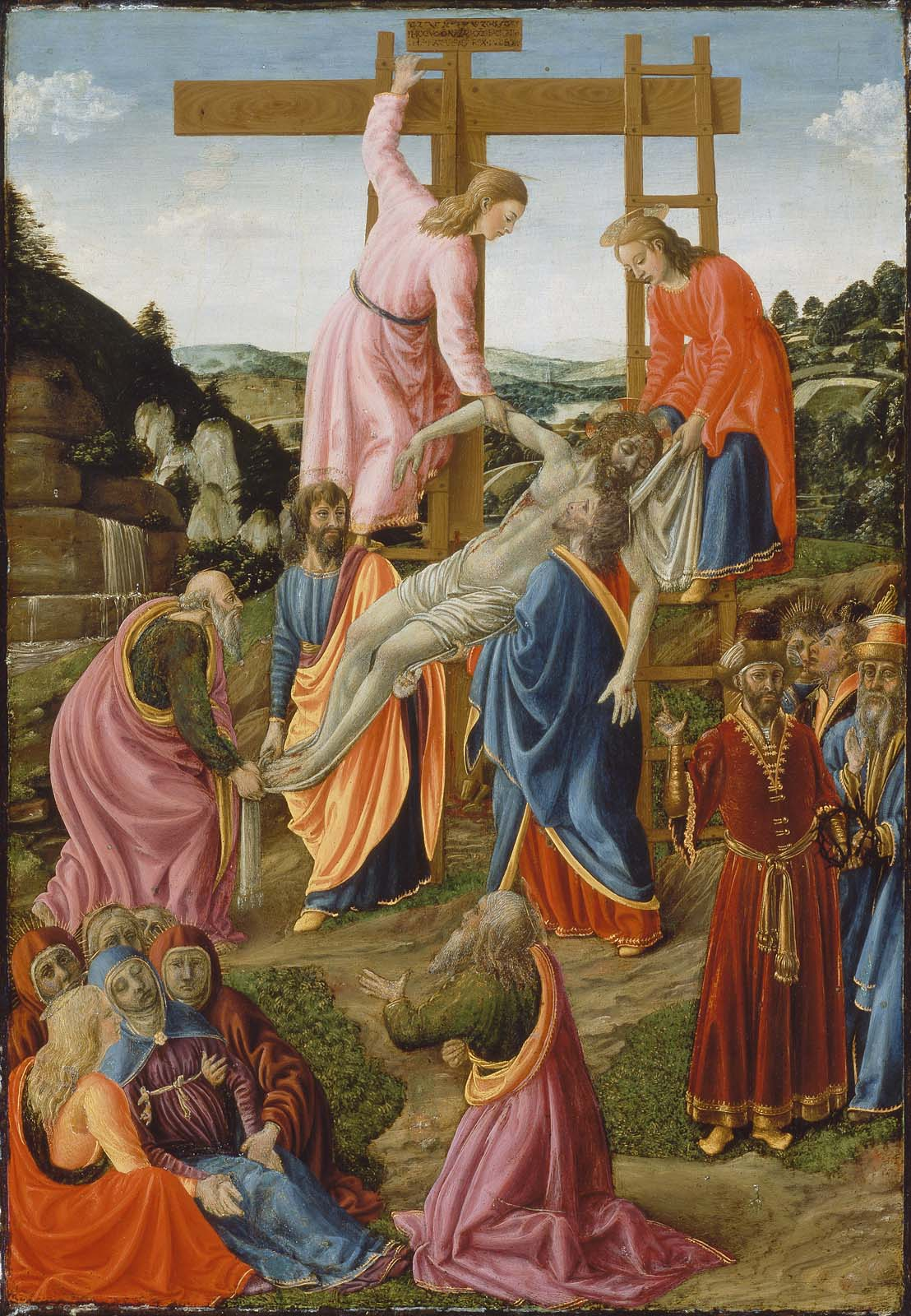
十字架降架、ボストン美術館蔵